# Анисимова, Светлана Юрьевна
Светла́на Ю́рьевна Ани́симова (род. 1957) — российский доктор медицинских наук, профессор, разработчик одной из широкораспространенной хирургической техники антиглаукоматозной хирургии.

## Биография
Светлана Юрьевна Анисимова родилась в 1957 году.
- 1980 год — окончила московский медико-стоматологический институт им. Н. А. Семашко.
- 1981 год — прошла ординатуру на кафедре глазных болезней возглавляемой С. Н. Фёдоровым.
- 1982 год — совместно с профессором В. И. Козловым разработала новый способ лечения глаукомы: Непроникающую глубокую склерэктомию[2].
- 1986 год — защитила кандидатскую диссертацию[3].
- 2006 год — защитила докторскую диссертацию: Доктор медицинских наук.
- Профессор[когда?].
- 2015 год — Государственной Думой России профессору С. Ю. Анисимовой была объявлена Благодарность

за большой вклад в развитие российского здравоохранения.

## Публикации
Светлана Юрьевна — автор ~100 научных публикаций и монографий; ей принадлежит авторство на 5 изобретений, зарегистрированных в РФ.

### Международные связи
С. Ю. Анисимова проводила как показательные операции, так и обучение специалистов в:
- России,
- Франции,
- Израиле,
- Болгарии,
- Ливане,
- Индии
- и других странах.

Светлану Юрьевну регулярно приглашают с докладами на проходящие по всему миру международные конгрессы Европейского общества катарактальных и рефракционных хирургов, конгрессы Американской академии офтальмологии, а также на другие специализированные семинары.

## Личная жизнь
Замужем.